# Empire Awards per la miglior colonna sonora
Gli Empire Awards per la miglior colonna sonora sono un riconoscimento cinematografico inglese, votato dai lettori della rivista Empire. 
Il premio viene consegnato nel 2008 e nel 2009, per poi essere sospeso fino al 2016.

## Vincitori e candidati
I vincitori sono indicati in grassetto.

### 2000
- 2008
  - Control
  - Espiazione (Atonement)
  - Hairspray - Grasso è bello (Hairspray)
  - Harry Potter e l'Ordine della Fenice (Harry Potter and the Order of the Phoenix)
  - Once (Una volta) (Once)

- 2009
  - Mamma Mia!
  - Quantum of Solace
  - RocknRolla
  - Sweeney Todd - Il diabolico barbiere di Fleet Street (Sweeney Todd: The Demon Barber of Fleet Street)
  - Il petroliere (There Will Be Blood)

### 2010
- 2016[1]
  - Mad Max: Fury Road
  - The Hateful Eight
  - Sopravvissuto - The Martian (The Martian)
  - Sicario
  - Straight Outta Compton

- 2017[2]
  - La La Land
  - Arrival
  - The Greasy Strangler
  - Oceania (Moana)
  - Sing Street

- 2018[3]
  - Baby Driver - Il genio della fuga (Baby Driver)
  - La bella e la bestia (Beauty and the Beast)
  - Chiamami col tuo nome (Call Me by Your Name)
  - Guardiani della Galassia Vol. 2 (Guardians of the Galaxy Vol. 2)
  - La truffa dei Logan (Logan Lucky)